# Mistrzostwa Świata w Narciarstwie Dowolnym 2003
Mistrzostwa świata w narciarstwie dowolnym 2003 były to dziewiąte mistrzostwa świata w narciarstwie dowolnym. Odbyły się w amerykańskim Deer Valley, w dniach 29 stycznia–1 lutego 2003. Zarówno mężczyźni jak i kobiety rywalizowali w tych samych trzech konkurencjach: jeździe po muldach, jeździe po muldach podwójnych oraz skokach akrobatycznych. Reprezentanci Polski nie startowali.

## Wyniki

### Mężczyźni

#### Jazda po muldach
- Data: 31 stycznia 2003

| Medal | Zawodnik             | Narodowość        |
| ----- | -------------------- | ----------------- |
|       | Mikko Ronkainen      | Finlandia         |
|       | Jeremy Bloom         | Stany Zjednoczone |
|       | Toby Dawson          | Stany Zjednoczone |
| 4     | Travis Mayer         | Stany Zjednoczone |
| 5     | Guilbaut Colas       | Francja           |
| 6     | Travis-Antone Cabral | Stany Zjednoczone |
| 7     | Stéphane Rochon      | Kanada            |
| 8     | Lauri Lassila        | Finlandia         |

#### Jazda po muldach podwójnych
- Data: 1 lutego 2003

| Medal | Zawodnik                  | Narodowość        |
| ----- | ------------------------- | ----------------- |
|       | Jeremy Bloom              | Stany Zjednoczone |
|       | Yūgo Tsukita              | Japonia           |
|       | Toby Dawson               | Stany Zjednoczone |
| 4     | Janne Lahtela             | Finlandia         |
| 5     | Stéphane Rochon           | Kanada            |
| 6     | Fredrik Fortkord          | Szwecja           |
| 7     | Tapio Luusua              | Finlandia         |
| 8     | Pierre-Alexandre Rousseau | Kanada            |

#### Skoki akrobatyczne
- Data: 1 lutego 2003

| Medal | Zawodnik           | Narodowość        |
| ----- | ------------------ | ----------------- |
|       | Dmitrij Archipow   | Rosja             |
|       | Alaksiej Hryszyn   | Białoruś          |
|       | Steve Omischl      | Kanada            |
| 4     | Enwer Abłajew      | Ukraina           |
| 5     | Stanisław Krawczuk | Ukraina           |
| 6     | Jeret Peterson     | Stany Zjednoczone |
| 7     | Aleš Valenta       | Czechy            |
| 8     | Eric Bergoust      | Stany Zjednoczone |

### Kobiety

#### Jazda po muldach
- Data: 31 stycznia 2003

| Medal | Zawodnik            | Narodowość        |
| ----- | ------------------- | ----------------- |
|       | Kari Traa           | Norwegia          |
|       | Michelle Roark      | Stany Zjednoczone |
|       | Stéphanie St-Pierre | Kanada            |
| 4     | Shannon Bahrke      | Stany Zjednoczone |
| 5     | Ingrid Berntsen     | Norwegia          |
| 6     | Elisa Kurylowicz    | Kanada            |
| 7     | Nikola Sudová       | Czechy            |
| 8     | Kristi Richards     | Kanada            |

#### Jazda po muldach podwójnych
- Data: 1 lutego 2003

| Medal | Zawodnik          | Narodowość        |
| ----- | ----------------- | ----------------- |
|       | Kari Traa         | Norwegia          |
|       | Marina Czerkasowa | Rosja             |
|       | Shannon Bahrke    | Stany Zjednoczone |
| 4     | Ingrid Berntsen   | Norwegia          |
| 5     | Maria Despas      | Australia         |
| 6     | Tae Satoya        | Japonia           |
| 7     | Tami Bradley      | Kanada            |
| 8     | Cristina Rabadan  | Hiszpania         |

#### Skoki akrobatyczne
- Data: 1 lutego 2003

| Medal | Zawodnik         | Narodowość        |
| ----- | ---------------- | ----------------- |
|       | Alisa Camplin    | Australia         |
|       | Veronika Bauer   | Kanada            |
|       | Deidra Dionne    | Kanada            |
| 4     | Veronica Brenner | Kanada            |
| 5     | Guo Xinxin       | Chiny             |
| 6     | Anna Zukal       | Rosja             |
| 7     | Olga Korolowa    | Rosja             |
| 8     | Kate Reed        | Stany Zjednoczone |

## Klasyfikacja medalowa
| Miejsce | Państwo           |   |   |   | Razem |
| ------- | ----------------- | - | - | - | ----- |
| 1.      | Norwegia          | 2 | 0 | 0 | 2     |
| 2.      | Stany Zjednoczone | 1 | 2 | 3 | 6     |
| 3.      | Rosja             | 1 | 1 | 0 | 2     |
| 4.      | Australia         | 1 | 0 | 0 | 1     |
|         | Finlandia         | 1 | 0 | 0 | 1     |
| 6.      | Kanada            | 0 | 1 | 3 | 4     |
| 7.      | Białoruś          | 0 | 1 | 0 | 1     |
|         | Japonia           | 0 | 1 | 0 | 1     |